# Maniera nera

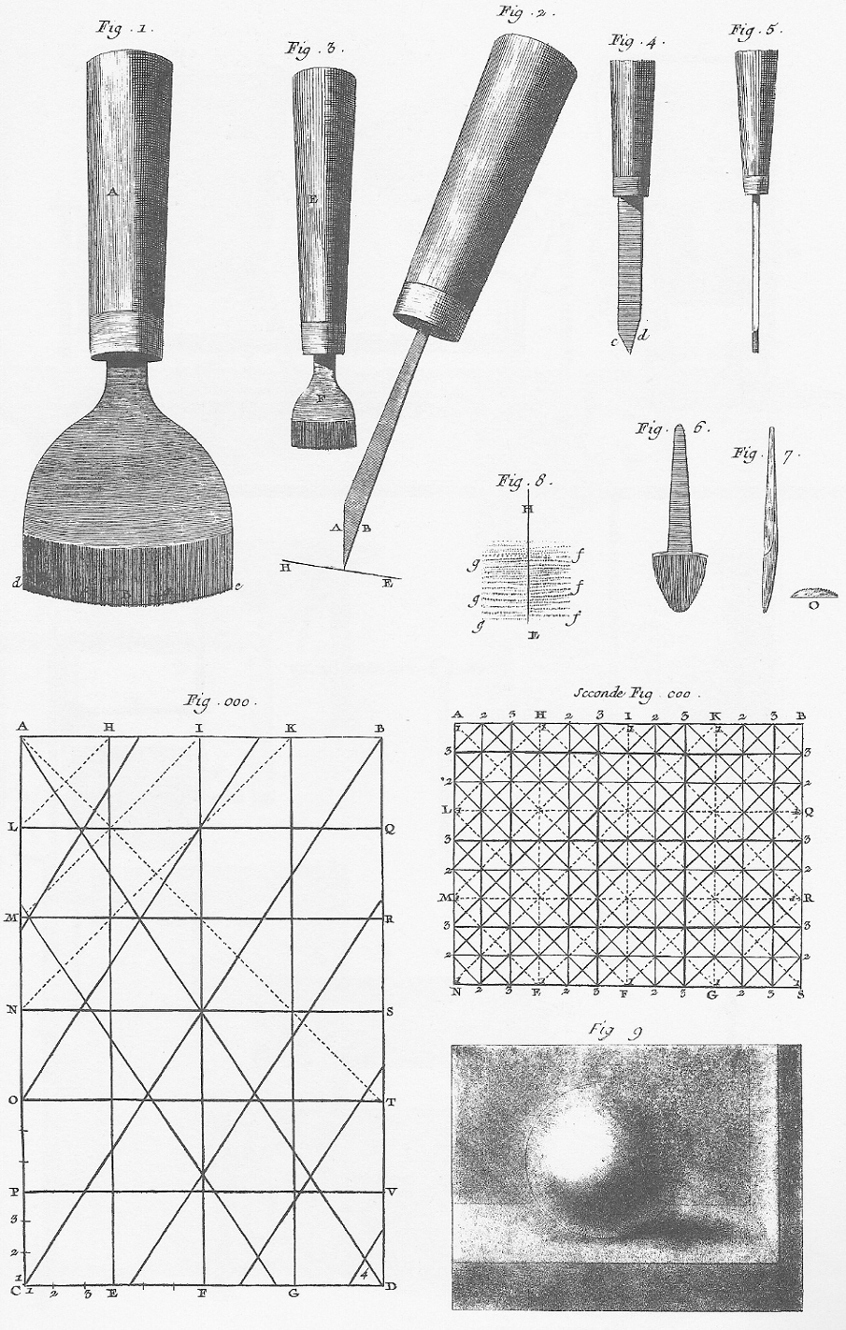
Maniera nera, Encyclopédie Diderot et d'Alembert.

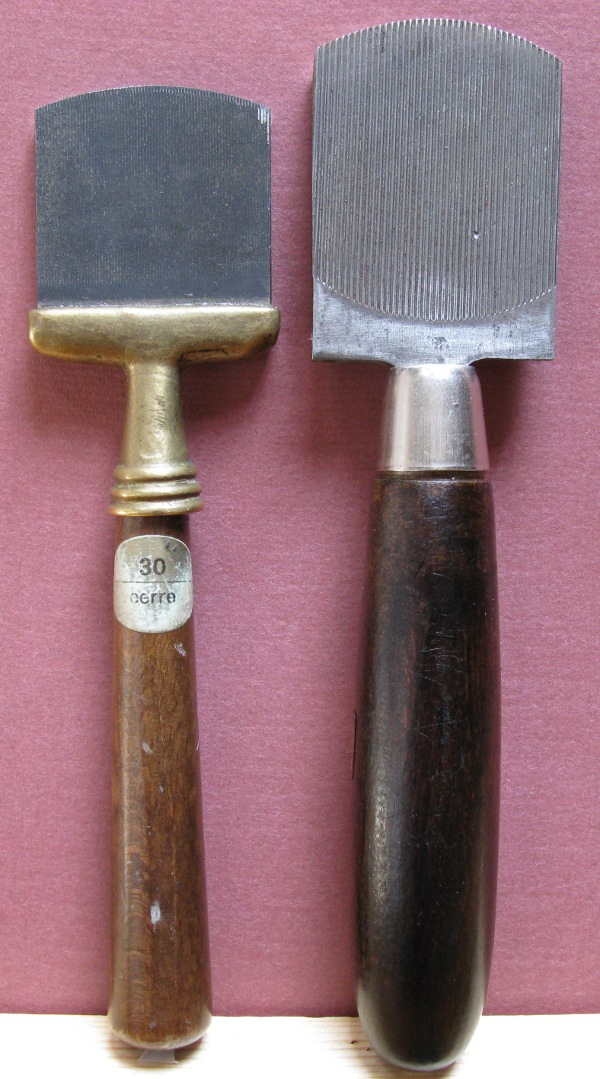
Mezzaluna o berceau per la maniera nera.

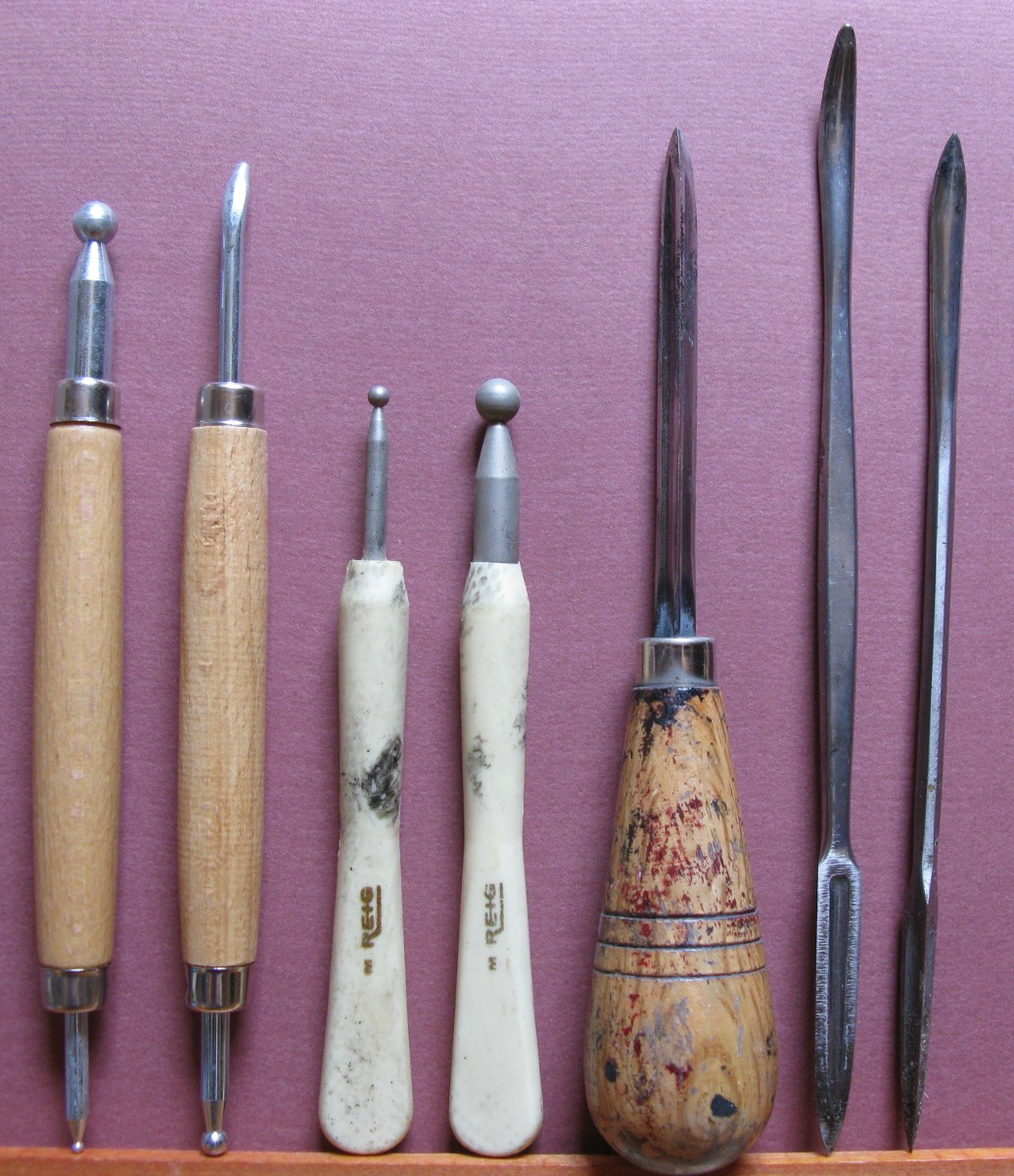
Brunitoi e raschietti per la maniera nera.

La cosiddetta maniera nera è una tecnica di incisione, conosciuta anche come stampa a fumo, a nerofumo o mezzatinta, ottenuta ricavando le parti chiare su una lastra precedentemente preparata a puntasecca con un berceau o pettine.
Si prepara la lastra graffiandola con il berceau (o rocker, in inglese) in tutte le direzioni, in modo tale da ottenere una superficie scabra, che alla stampa risulterà nera. Le zone in luce si ottengono asportando le barbe con il raschietto e lucidandole con il brunitoio.
Si ricordano le incisioni di Francisco Goya e del milanese Antonio Rancati.

## Stampa
La Stampa del piatto finito è uguale per entrambi i metodi, e segue la via normale che si applica al piatto dell'incisione, cioè l'intera superficie inchiostrata: l'inchiostro viene cancellato dalla superficie in modo da lasciarlo solo nei punti delle zone ancora ruvide sotto l'originale superficie della piastra. La piastra è sottoposta ad un processo di forte pressione durante la stampa sopra un foglio di carta, e il processo viene ripetuto quanto necessario.
Poiché i solchi nel piatto non sono profondi, solamente un piccolo numero di copie, comunque ad alta qualità, possono essere stampate prima che la qualità della matrice iniziale inizi a degradarsi sotto la pressione della stampa, perdendo così progressivamente qualità. Forse solo una o due centinaia di stampe veramente buone possono essere ricavate da questo metodo incisorio.

## Toni
La mezzatinta è conosciuta per la qualità dei suoi toni particolarmente ricchi: questo perché, in primo, una superficie uniformemente e finemente graffiata contiene molto inchiostro, permettendo profondi colori a tinta unita da stampare; in secondo luogo perché il processo di levigatura della piastra con bulino, brunitoio e raschietto permette molte gradazioni di tono da sviluppare. Il raschietto è uno strumento triangolare fine, e il brunitoio ha una punta liscia e rotonda - non diversamente da molti manici di cucchiai.

## Storia
Questo metodo di incisione è stato inventato dal pittore dilettante tedesco Ludvig von Siegen (1609-c 1680). Le sue prime opere risalgono al 1642 ed una è un ritratto di Amalia Elisabetta di Hanau-Münzenberg, landgravia di Assia-Kassel in quanto moglie di Guglielmo V d'Assia-Kassel; questo venne eseguito lavorando dal chiaro allo scuro. Il rocker sembra essere stato inventato dal principe Rupert del Palatinato, un comandante di cavalleria che si distinse durante la Guerra civile inglese, che fu il successivo ad usare questo processo, e lo portò in Inghilterra. Sir Peter Lely ne intuì il potenziale nell'utilizzarlo per pubblicizzare i suoi ritratti, ed incoraggiò una serie di incisori olandesi a venire in Inghilterra.
Il processo è stato ampiamente utilizzato soprattutto in Inghilterra, dalla metà del XVIII secolo, per riprodurre ritratti e altri dipinti. John Raphael Smith fu uno dei più dotati in questa tecnica, che applicò per riprodurre quasi tutte le opere di Joseph Wright of Derby; la sua incisione de Il prigioniero, oggi conservata al Derby Museum and Art Gallery è particolarmente rilevante dal momento che il quadro originale è andato perduto. La tecnica fu usata anche da William Wynne Ryland che collaborò alla Collection of Prints in imitation of Drawings, pubblicata dall'editore Charles Rogers nel 1778, oltreché da Richard Houston (1721-1775) per i temi storici, mitologici e religiosi.
A partire dalla metà del XIX secolo venne sempre meno utilizzata. Robert e Peter Kipniss Ilsted furono due importanti esponenti della tecnica nel XX secolo; ed anche Escher usò la mezzatinta di tanto in tanto.